# Серваж
Серваж (фр. servage, від лат. servus — раб) — вид феодальної залежності у середньовічній Західній Європі.

### Поняття
Поняття серважу було розроблене на матеріалі історії Франції, хоча термін цей вживається для характеристики соціально-економічних відносин феодальних часів і для інших країн — Німеччини, Італії, Іспанії. В більш вузькому смислі — особисто залежні селяни у середньовічній Франції. Вважається однією з найсуворіших норм феодальної зележності. Особиста неволя селян, яка типова для серважу не була чимось виключним: вона була характерна в тій чи іншій мірі для усіх прошарків феодального селянства. Але серваж, що характеризувався особистим зв'язком серва з його сеньйором мав в умовах середньовічної Франції найбільшу ступінь обмеження особистих та громадянських прав селян, що виникала там, де сеньйор мав одночасно особисту, поземельну та судову владу над селянами. У цьому проглядається типологічна схожість серважу з російським кріпосним правом. Однак, ототожнення цих двох явищ, що не рідко можна зустріти у спеціальній навчальній літературі, неправомірно, так як французькі серви не були юридично закріпленими за землею і могли жити за межами сеньйорії.

### Історіографія питання
Питання середньовічної залежності селян завжди притягувало увагу спеціалістів. Зрозуміло, що найкраще минуле французьких селян висвітлено у роботах французьких авторів. Трактування серважу у французькій історіографії пережило декілька основних етапів. Історики сер. XIX ст. (Дарест де ла Шаванн, Доніоль, Лемарі) бачили у серважі періоду Каролінгів форму, близьку до піздньоантичного колонату, а в сервах X — XII ст. прямих нащадків каролінгських сервів. Серваж розглядався при цьому як домінуюча форма селянської залежності у X — XIII ст. а закріплення серва за землею — як обов'язковий атрибут серважу. В працях цих істориків серваж фактично уподібнювався кріпосному стану, що був характерним для країн Східної Європи XVII—XIX ст. На рубежі XIX—XX ст. А. Се. вніс у концепцію часткові правки: вскрив значну роль у формуванні серважу не тільки піздньоантичних інститутів, але і процесу розорення дрібних вільних власників, він детально описав специфічні повинності сервів, показав відмінності у розвитку серважу у різних регіонах Франції. Новий етап в розробці історії французького серважу пов'язаний з працями Марка Блока (роки життя 1886 — 1944 рр.), видатного дослідника історії феодальної Франції, професора Страсбурзького, та Паризького університетів. Свої по-гляди він виклав у багатьох працях, статтях. Він був палким патріотом та переконаним антифашистом. Через свою участь у Русі Опору влітку 1944 року вченого стратили гестапівці. Його монографія «Характерні риси французької аграрної історії» — одне з найкращих досліджень з соціально-економічної історії Франції. Автор досить детально, аргументовано та зрозуміло пише про етапи освоєння пашні, типи володіння землею, і головне багато уваги приділяє сеньйорії — основній в ті часи одиниці господарювання. Він вважав, що серви були основною категорією селянства у французькому селі, а їх головними відмінними рисами були спадковий зв'язок з феодалом, що виражався у виплаті йому щорічної подушної податі, забороні без його дозволу вступати у шлюб з сервами інших вотчин (формаря'ж) та передавати своє майно у спадок без сплати спеціальної податі (менморт, «право мертвої руки»). Окрім того серви могли судитись тільки у свого сеньйора. Блок вважав, що особистий зв'язок серва та його сеньйора не обов'язково був пов'язаний з прикріпленням першого до землі другого — за умови виплати усіх повинностей своєму панові серви могли жити і в інших сеньйоріях.
Після Другої світової війни почався новий етап вивчення теми. Дослідниками Ж.Дюбі, Л. Верьє, Ш. Є. Перреном та Г. Фуркеном було піддано критиці погляди Марка Блока, та й взагалі традиційне уявлення про середньовічну залежність. Умови часу дали змогу критикам Блока мобілізувати до потреб науки археологічні дослідження, соціальну психологію та соціальну антропологію. Медієвісти довели певні помилки Марка Блока, зокрема що серваж був менш поширеним явищем, ніж вважав останній. Також було ґрунтовно доведено, що повинності селян мали значні територіальні відмінності.
Важливий внесок у вивченні питання феодальної залежності французького селянства зробили і вітчизняні історики, перші дослідження почалися до революції 1917 р., роботами тих часів є праця Карєєва М. І. «Нарис історії французьких селян з найдавніших часів до 1789 р», Ковалевський М. М. «Походження дрібної селянської власності у Франції». Для дореволюційних істориків юридичний статус селянина був визначальним для його суспільного положення. Та ними була поставлена проблемність питання, зведена історична інформація та проаналізовані джерела з цієї теми.
Та найбільшого розвитку медієвістика набула вже за радянських часів. Видатними вченими, що у свої роботах безпосередньо торкалися питання французького селянства були Безсмертний Ю. Л., Граціанский Н. П. Сказкін С. Д. За часи радянської медієвістики у питання вивчення обставин феодалізму був зроблений великий крок вперед. Дослідниками Безсмертним та Граціанським ставилися під сумнів традиційні уявлення про відносини між селянами та їх феодалами, проводився ґрунтовний аналіз відомих джерел, пропонувалися нові погляди. Варто звернути увагу, що роботи цих дослідників не трималися чисто марксистського курсу чи формаційного підходу, оскільки при вивченні такого складного питання як залежність селян, зокрема сервів, не можна використовувати шаблонні погляди та методи. Безсмертний вважає, що при детальному розгляді французьких сервів спільного в них з російськими кріпосними селянами (тобто прикріпленими «по кріпості» до певного маєтку) не багато. Виходячи з цього він виступає з критикою авторів статті «Кріпосне право» радянської історичної енциклопедії, що узагальнили питання кріпосного права до усіх видів залежних селян періоду Середніх віків. Дослідник Червона Т. М. проаналізувавши середньовічні французькі кутюми, виклала нову тезу про безпосередній зв'язок французького серважу та римського античного рабства. Питання соціальних відносин між феодалами та селянами у середньовічній Франції взагалі продовжує бути дискусійним, оскільки майже у всіх роботах з цієї тематики зустрічається критика попередніх дослідників, пропонуються нові методи та погляди.

### Аналіз серважу
"Існував чи ще який небудь інститут, більш специфічно середньовічний, ніж серваж? — задавався питанням Марк Блок Здивування вченого пояснюється тою складністю вивчення питання цієї форми залежності, що обумовлена широкою варіативністю джерельної бази, історіографічною спірністю. На сучасному етапі до основних критеріїв серважу відносять особисту та судову залежність, виплату щорічної ненормованої тальї — шеважу, заборону на вільні шлюби поза меж своєї територіально-соціальної групи (формар'яж), обмеження права на вільний спадок землі та рухомого майна (менморт, «право мертвої руки»). До цього слід віднести, що церковні канони забороняли сервам вступати у духовний стан.
Першим критерієм було названо «шеваж» — щорічна подушна подать, яку платили серви у знак особистої залежності. Марк Блок зазначав, що найважливішої ознакою шеважу була ненормованість. Він взагалі вважає шеваж головним критерієм визначення серважу, оскільки подать ця не була фіксована ні письмовим договором, ні усним звичаєм і розмір її залежав цілком від свавілля сеньйора. Саме у цьому і проявлялася особиста неволя. Є з цього приводу і джерельний приклад. Це судове рішення від 1254 р. До судді паризької курії поскаржилися декан та капітул Паризькі, що їх серви відмовляються платити талью, пояснюючи це так — «хоча декан та капітул можуть брати з їх майна все що побажають, та все ж покладати на них талью вони не вправі, бо (по-перше) не у звичаї встановлювати податки у такому розмірі, (по-друге), не в у звичаї покладати на них податки інакше як разом із вільними людьми названого поселення, поселенцями декана та капітулу, (по-третє) не у звичаї оподатковувати їх подібним податком, окрім тих випадків, коли капітул несе талью для підмоги королю». Рішення було на користь декана та капітулу. Але, аргументи сервів дуже цікаві. Уважно їх прочитавши, стає зрозумілим що класичні критерії серважу у маєтку декана на той час були забуті і стали юридичною фікцією. Те, що сервів оподатковувати помірною сумою разом з вільними поселенцями, навряд чи було їх вигадкою, скоріш за все так і було — юридичні категорії населення протягом часу втратили свій первісний зміст, що фактично урівняло у правах все населення маєтку. Згадка, що талья зазвичай збиралася як поміч королеві, дає змогу припусти, що вона в цьому маєтку вже давно мала екстраординарний характер, і, можливо, визначалася за участі королівської адміністрації (подія ця, як видно з документу відбувалася недалеко від Парижу). Хитрі члени капітулу та декан, освічені люди, зрозуміли, що можуть додатково нагрітися на юридичній казуїстиці. А загальна сума тальї, про яку йшлося у документу була 60 солідів, тобто чималенькою. В даному випадку можна припустити і змову позивачів із суддею, бо той не міг не знати про інтерес короля у цій справі (оскільки, як вже сказано, серви даного маєтку обкладалися спеціальним податком тільки для допомоги королю), але все ж таки вирішив справу на користь духівників. Документ датовано 1254 р.- логічним поясненням свавілля королівської адміністрації буде те, що король Франції Людовік Святий у той час повертався з багаторічного хрестового походу, і до речі, останні роки посилав за поміччю до своєї вітчизни. Короля нема — нема і ладу у країні. Цей документ, який наводився суто за тематики серважу, несподівано виявився прикладом згубності для Франції військових авантюр короля Людовіка.
Як видно з аналізу джерельного прикладу, ствердження Марка Блока про визначення розміру шеважу на розсуд феодала занадто абсолютизоване, зрозуміло, що варіативність феодальних платежів та їх умов була дуже широкою, а джерельні приклади вимагають прискіпливого аналізу, бо їх зміст дійсний зміст може бути досить різноманітним. Наведений вище судовий документ, звісно, спирався на традиційні уявлення про серваж, але насправді виявився кримінальною змовою, яка можлива за будь-яких часів. Тому і рішення це сприймати як доказ безправ'я сервів треба досить обережно. Так, у кутюмах було прописано про широкі фіскальні повноваження власників сервів, але на практиці феодальні платежі залежали від багатьох умов та обставин, а запобігання в згаданому випадку до юридичної традиції було винятком з правил, мотиви якого вже розглянуті. Так, в одній грамоті від 1263 р. серед повинностей сервів називають лише менморт та формар'яж, не згадуючи про шеваж, і пояснити це просто вузькістю призначення документу не можна — обмеження на займання сервами духовних посад не забули прописати. І до речі, документ стосується сервів того самого Паризького капітулу про який вже йшла мова — виявляється навіть межах одного феоду права та обов'язки сервів могли різнитися в кожному селі (в першому, «кримінальному» документі чітко зазначалося поселення, про сервів якого іде мова). В Безсмертного Ю. Л. у його праці «Феодальне село та ринок у Західній Європі у XII — XIII ст.» пишеться, що в межах одного маєтку селяни платили різні грошові на натуральні оброки — від цілком незначних — декількох куриць на рік, до досить тяжких — грошовий еквівалент вгодованої свині. Але не можна прослідити за юридичним статусом розмір феодальної ренти. Безсмертний логічно припускає, що селянські манси, що платили еквівалент вгодованої свині були і найбільш продуктивними, мали найбільші ділянки, тісніший зв'язок з ринком, і їм цей щорічний платіж був по силам. Разом з цим, якщо припустити, що на сервів феодал поклав тяжкий податок, що був для їхнього господарства не підйомним, вони врешті решт просто через деякий час не змогли б сплатити його фізично. Це не вигідно феодалу. Юрій Левович вважає, що феодальна рента, часто мала суто економічний характер, без юридичних домішок.
Не цілком прийнятним виявляється також ствердження про цілковите обмеження судових прав сервів. Ось документ від 1129 р. «Постановляю та дозволяю, щоб кріпосні (servi), св. Шартської церкви — як ті, що належать єпископу, так і ті що належать канонікам, — у всіх справах, суперечках та тяжбах мали повне та невід'ємне право свідчити та виступати на судових зборах проти всіх вільних та невільних, і нікому ніяк не насмілюватися посилатися на їх невільний стан та цим їх свічення порочити». Досить широкі права надав хтось (в документі не сказано хто, але певно, це важлива фігура, якщо вона береться прописувати права людей) сервам. Мова іде про сервів Шартської церкви, лише про них, серви вже сусіднього феоду могли бути на інших, може гірших, може кращих умовах. Відомо, що серви королівського домену також мали право свідчити в суді. Тут також помітна широка варіативність реального положення сервів в окремих маєтках.
Формар'яж — ще одна феодальна повинність. Коротко її зміст такий — необхідність дозволу сеньйора на укладання шлюбу серва поза юрисдикцією його власника. Це пояснюють наміром попередити можливу втрату сеньйором прав на нащадків залежних від нього людей. Просто кажучи — намагання зберегти робочі руки в своєму маєтку. Це обмеження досить часто зустрічається в документах. Здебільшого мова іде про обмін сервів між різними маєтками. Типовий приклад — «Я, Роберт, милістю божою…скромний абат, всім, хто побачить цю грамоту, привіт у господа. Да буде відомо, що шановний Маврикій, єпископ Паризький, дав нам і церкві нашій кріпосну свою Ізабеллу для видання її заміж за Роберта, чоловіка нашого…Ми вже в обмін на названу кріпосну дали панові Паризькому Емеліну — нашу кріпосну для видачі її заміж зо Гаріна, його чоловіка». Подібний приклад не єдиний. Цитувати всі приклади не варто, але їх головний висновок напрошується такий — «обміни» молодими дівчатами та хлопцями з різний маєтків влаштовували тоді, коли в цих самих маєтках відчувалася нестача наречених та женихів — локальна демографічна криза.
При аналізі формар'яжу цікавою є думка російського дореволюційного медієвіста Піскорського Володимира Костянтиновича — дослідника середньовічної Каталонії. Його погляди на «шлюбне мито» викладені у статті «До питання походження шести дурних звичаї в у Каталонії», виданої ще 1899 р. Хоча його дослідження прямо не стосуються географічних рамок цієї статті, але висновки певної мірою можна використати, оскільки у формар'яжу французький сервів та шлюбного викупу каталонських ременів є один принциповий збіг — феодальне походження і економічний зміст. Піскорський наголосив, що ці висновки застосовні і для інших регіонів Європи. Так, саме виключно економічний зміст мав головне значення у походженні формар'яжу, оскільки шлюб це і майнова угода, що прямо стосується інтересів феодала. Піскорський В. К. вважає що спеціальна платня для отримання дозволу на шлюб була продовженням судової влади феодала — своїм підписом він затверджував майнові аспекти угоди, що мало на меті уникнути суперечок між родичами, судових тяганин, що цілком могли привести до виходу селянського господарства з ладу, а це вже прямо зачіпляло інтереси сеньйора. Вчений наголошує, що дозвіл цей на шлюб у межах сеньйорії був не обов'язковим, за межами сеньйорії — теж не завжди, якщо особисто залежний через шлюб мав намір покинути маєток разом з майном, викуп був обов'язковим, у тому випадку, якщо дівчина не мала змоги знайти чоловіка в межах рідного маєтку, та не мала власного майна, тобто не мала цінності у прирості населення — її відпускали у шлюб до іншої сеньйорії за символічну суму, яку теж виплачувати було не обов'язковим. Щось дуже схоже є і у французьких документах. Так у грамоті від 1150 р. ідеться мова про те що декан церковного капітулу безоплатно відпустив неодружену дівчину до іншої, теж церковної, сеньйорії, де в неї був наречений. У документі наголошується, що родина її була вкрай незаможною, а те, що хлопець в неї був з іншого маєтку, дає змогу припустити, що в її рідному селі чоловіків не вистачало. Марк Блок помічає, що в церковних та невеликих маєтках приклади шлюбу у сервів поза маєтком зустрічається частіше. Це він пояснює тим, що у невеликих феодах з невеликим населенням соціальна замкнутість вела до кровозмісних шлюбів, які відкидала церковна ідеологія, і про можливі наслідки яких суспільство знало вже тоді.
Наступним критерієм серважу називають так званий менморт. «Право мертвої руки» (лат. monus mortua — мертва рука), норма середньовічного феодального права у Західній Європі, за якою феодал мав право вилучити на свій розсуд найкращу частину майна селянина після його смерті, зазвичай таким майном ставала худоба, існувала в різних частинах континенту, звісно була різною для різних верств населення і змінювалася у часі. Наприклад, «право мертвої руки» у Чехії XIV ст. викликало народні заворушення, через що змусило феодалів, перш за все духовних, обмежити його вживання. Відносно сервів воно жило досить довго (його пережитки зберігалися у Франції до XVIII ст., майже до революції, для так званих менмортаблів, кількість яких, втім, приводять значну — близько мільйона, останній королівський указ, що стосувався спадкових питань у відносинах феодалів з селянами був виданий у 1779 р.) Поділяють два види сервського менморту — на півночі та півдні Франції. На півночі менморт являв собою повну аналогію зі звичаями, широко розповсюдженими як у Англії, та і у Німеччині. Згідно з цією системою, у разі смерті серва сеньйор отримував невелику частину його спадку: найкращу річ з рухомого майна, найкращу голову худоби, або невелику суму грошей. Інша система, «специфічно французька» як назвав її Марк Блок зустрічалася на півдні Франції. Якщо у серва залишаються діти (поступово вводиться обмеження — якщо діти жили разом з ним), сеньйор не отримує нічого, якщо ж залишаються тільки непрямі родичі — сеньйор забирає все. Сама по собі ця процедура зайвий раз підтверджує можливість серва на власне майно, що відкидало римське право. Ситуація у південній Франції схожа до тих прикладів, що наводить вже згадуваний вище Піскорський. Він схильний пояснювати такий принцип також мотивами економічної безпеки феоду. Майно серва, померлого без прямих нащадків та не склавшого заповіту ставало об'єктом чвар між його родичами. Суперечки за селянський манс на певний час позбавляли феодала прибутків з нього. Тому менморт, як штраф, мав спонукати селян до вирішення майнових питань за допомогою заповіту, щоб уникнути конфліктів . Конфіскований наділ, найчастіше, феодал передавав комусь з родичів померлого, кого вважав за найкращого господаря. Землі було ще занадто багато, а робочих рук не вистачало для того, щоб декілька ділянок землі були б для сеньйорів (що повсюдно зменшували розміри доменів) привабливою здобиччю.
Як видно з розглянутої вище інформації феодальні повинності для сервів — шеваж, формар'яж та менморт мали багато умовностей, і коротко кажучи дуже часто не збігалися з сухими юридичними визначеннями римського права, маючи широку варіативність географічно, навіть від маєтку до маєтку, та змінюваність у часі. Більшість місцевих специфік поступово легалізувалися як стійкий звичай. Фактичне положення селян-сервів в деяких місцях було зовсім м'яке, а деяких інших — надто суворим. Документи того часу розповідають і про повстання сервів, і про значні утиски останніх феодалами.
Стосовно збройної боротьби сервів за свої права є дуже цікава історія. Зафіксована вона у книзі французького медієвіста другої половини XIX поч. XX ст. Ашиля Люшера «Французьке суспільство часів Філіпа-Августа». Робота являє собою нарис широкої картини життя французького суспільства часів видатного короля. Згадується там і про селян.
Вчений розповідає, що в деяких областях Франції збройні повстання селян мали на меті уподібнитися мешканцям міст, а саме — отримати право на самоуправління. На перший погляди звучить підозріло — визрівання таких політичних амбіцій в ті часи було можливе лише в містах, як місцях зосередження капіталу, специфічної культури. Але, виявляється, що боротьба селян за «комуну» в середньовічній Франції не була дивом. Один приклад заслуговує особливої уваги. Мається на увазі збройне повстання сервів Ланської єпархії, що охопило вісімнадцять селищ і розповсюдилося на площу у двадцять чотири квадратних кілометрів і продовжувалося … вісімдесят років — від правління Людовика VII і закінчилося тільки в середині правління Людовика Святого. Їх історія є найбільш показовим прикладом наполегливої та енергійної боротьби, за допомогою якої селянське населення намагалося здобути волю.
В 1174 р. Людовик VII дав сервам Ланської єпархії комунальну хартію, таку ж, яка була в мешканців Лану. Єпископ Ланський Роже за допомогою місцевих феодалів відігрався через три роки — зброєю примусив селян до покори. Коли королем у 1180 р. став Філіп-Август нещасні серви знову були під гнітом свого єпископа. Через декілька років вони наважилися написати скаргу королю і той несподівано задовольнив їх прохання — королівська грамота зафіксувала розмір податків, більш того, король заснував дванадцять старійшин, обраних з числа селян, що збирали податки на користь єпископа та були посередниками у суперечках селян з ним. Апелювати по рішенням цих посадових осіб, єпископ міг тільки до королівського суду. Варто сказати, що селяни, отримавши такі широкі привілеї вимагали від короля і іще якісь права. Та на цьому все не скінчилося. 1190 р. від'їжджаючи у хрестовий похід, король, що прагнув догодити церкві, відібрав у селян даровані ним права. Але завзятість селянина, що хотів бути вільним, була принаймні рівною впертості духівництва, зо прагнуло залишитися господарем. Через декілька років селяни зробили спробу переселитися до земель сусіднього сеньйора, але єпископ оголосив протест у королівському суді — і воля короля повернула сервів до єпископського домену. Ще через два роки серви знову почали судову тяганину. Цього разу удача була на їх боці. Справа утому, що єпископ посварився з власним капітулом і рада єпископа стала таким чином природним союзником селян. Єпископа Лану у содовому порядку звинуватили в поганому поводженні з селянами та збиранні незаконних податків. Головував на суді єпископ Реймсу, якого спеціально запросили до Лану. Рішення суду стало для єпископа катастрофою. Вимоги селян задовольнили та повернули дію королівських привілеїв від 1185 р., окремо було вирішено, що спірні питання між єпископом та селянами відтепер вирішував капітул. Це практично нівелювало владу єпископа. Судові тяганини та конфлікти продовжувалися в Лані ще багато десятиліть.
З цього прикладу видно, що і середньовічні селяни (Люшер наводить ще декілька схожих історій) були здібні на рішучу боротьбу за свої права і часто виступали як досить організована сила, з якою мали рахуватися феодали.
З вище наведеної інформації видно, що феодальні повинності сервів та інших селян мали широку просторову відмінність. З цього питання радянською дослідницькою Червоною Т. М. був проведений аналіз середньовічних французьких кутюм. За його результатами майже в кожній історичній області Франції, де була власний кутюм були і свої відмінності у юридичному положенні сервів. Так, Червона Т. М. помічає, що в деяких районах під Парижем серви ніколи не знали шеважу (про що вже, до речі, вище йшла мова), а їх чисельність не перевищувала 20 % від загальної чисельності селянства. Повністю був юридично відсутній серваж у Бретані та Нормандії. В деяких місцевостях існував поземельній серваж, званий «борделяжем» . Стосовно формар'яжу — на землі Вітрі, шлюб сервки, з яким не згоден сеньйор карався не конфіскацією її майна а помірним штрафом. Дослідниця робить висновок — кількість сервільних зобов'язань помітно падає по мірі руху з півдня на північ Франції. Червона Т. М. запропонувала варіант пояснення цього явища. На її думку, пояснення географії французького середньовічного серважу слід шукати в різній інтенсивності романізації Франції. Як відомо, інтенсивність ця зменшувалася з півдня на північ Галлії. Карта середньовічного Французького серважу збіглася з зоною максимальної римської колонізації. Цим радянська дослідниця доводить свій висновок про правомірність пошуку джерел серважу у античному минулому Франції.
Прийнято вважати середньовічні армії здебільшого феодальними. За типом — так, а за складом не зовсім. Прошарок феодалів був не таким вже і чисельним. Так зване лицарське військо великих феодалів складалося з прийнятих на службу молодших дітей дрібних та середніх феодалів, що здебільшого отримували у спадок коня, збрую, зброю, кота у чоботях, та тільки не феод. Тому вони йшли на службу до великих магнатів — служили у війську, охороняли замки та інше, тримачі феодів досить часто просто замість служби вносили грошову плату — так всім було простіше. Та до війська залучали і селян, як великі так і середні та дрібні феодали. Основну масу замкової сторожі, піхотинців складали люди вихідці з третього стану. Піхота складала більшість у феодальних арміях — і не в останню чергу з стратегічного боку. Французький вчений Філіп Контамін у своїй праці «Війна у середні віки» помічає що військове оточення більшості феодалів так звані «сержанти» — здебільшого селянського походження а власне слово «сержант» пішло від латинського «serv». Тільки наймогутніші феодали та королі могли зібрати тисячне військо. Збройні сили більшості феодалів були за чисельністю здебільшого від декількох озброєних слуг до декількох сотень сержантів. В першому та і у другому випадку, як зазначає Контамін особиста охорона феодала набиралася з сервів. Право тримати зброю часто мали і всі селяни маєтку. За визнаним каноном середньовіччя озброєна людина безправною не вражається.

## Список використаної літератури
- Бессмертный Ю. Л. Феодальная деревня и рынок в Западной Европе XII — XIII вв. — М: Наука, 1969. — 374 с. (рос.)
- Бессмертный Ю. Л. Серверофранцузский серваж // Сборник трудов института всеобщей истории. — М: 1971. — Вып. 33. — C. 90—115. (рос.)
- Блок Марк Характерные черты французской аграрной истории. — М.: Издательство иностранной литературы, 1957. — 353 с. (рос.)
- Блок Марк Феодальное общество — М: издательство им. Сабашниковых, 2003. — 504 с. (рос.)
- Контамин Ф. Война в средние века / Контамин Филипп. — Спб: Ювента, 2001. — 416 с. (рос.)
- Люшер А. Французское общество времен Филиппа-Августа / Перевод с франц. Цыбулько Г. Ф., под редакцией Малинина Ю. П. — СПб: Евразия, 2018. — 410 с. — ISBN 978-5-8071-0373-4. (рос.)
- Пискорский В. К. Вопрос о значении и происхождении шести «дурных обычаев» в Каталонии // Университетские известия (научный вестник Киевского университета). — 1899. — С. 15—62. (рос.)
- Чревонная Т. М. Широкова Н. С. Французский серваж и античное рабство / Сборник работ горьковского университета — 1985. — С. 51—65. (рос.)